# Palinuro (vulcano)
Il Palinuro è un vulcano sottomarino  posto ad una distanza di circa 65 chilometri dalle coste del Cilento, ad una quota batimetrica di circa 60 metri. Nell'ultima era glaciale la sua cima era sopra il livello del mare. 

## Caratteristiche

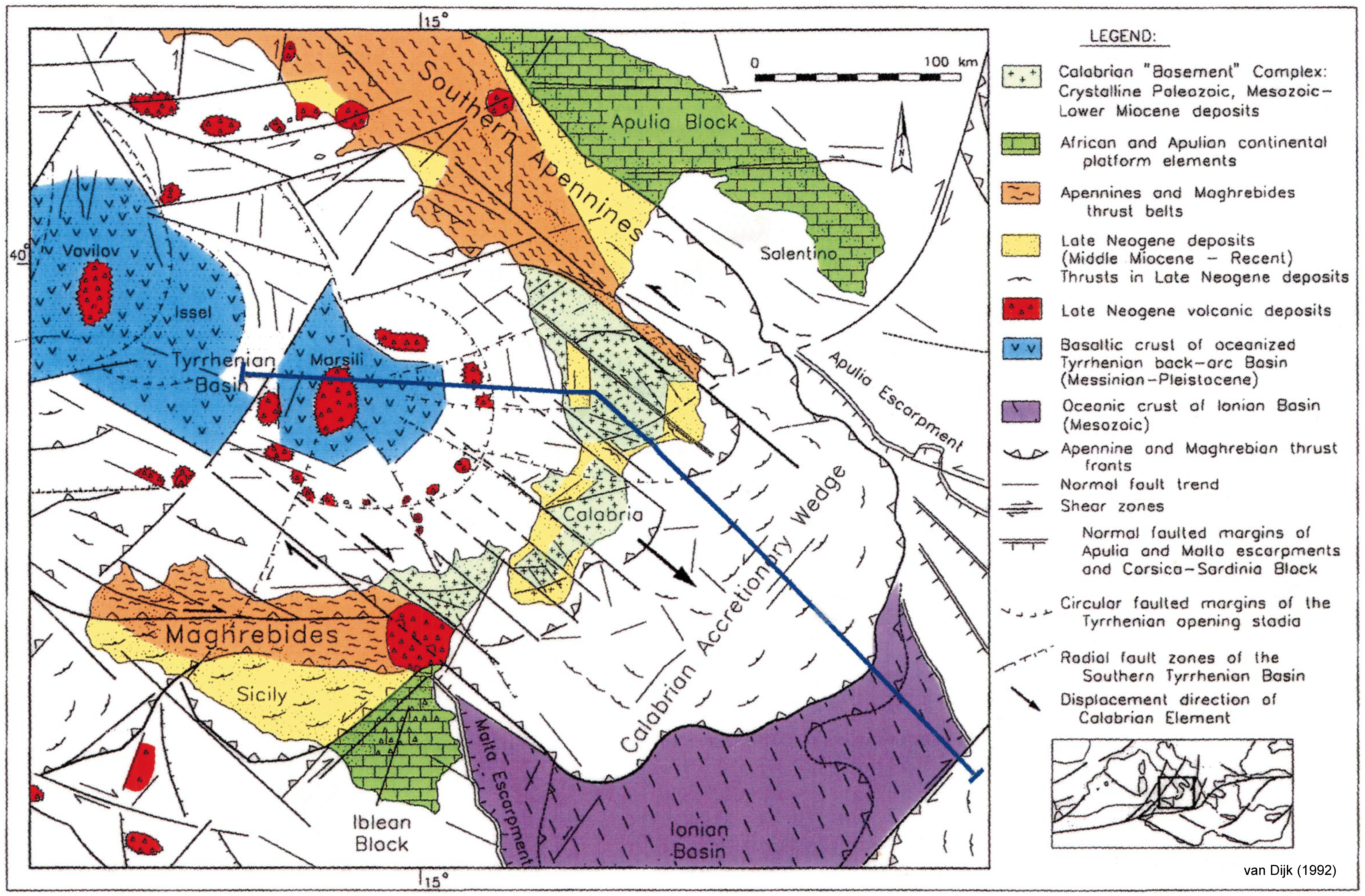
Carta geologica e geotettonica del Mediterraneo centrale

Palinuro fa parte di un complesso vulcanico che si sviluppa per circa 75 km, è formato da otto edifici vulcanici maggiori che si diramano in direzione est - ovest. La sommità del vulcano sottomarino Palinuro raggiunge i 60 m sotto il livello del mare.

È un vulcano attivo dall'azione potenzialmente distruttiva per la costa tirrenica meridionale in caso di eruzione. Per questo, e vista l'alta concentrazione di vulcani in questa parte del mar Tirreno, al verificarsi di alcune scosse sismiche a maggio 2012 si è creato un certo allarmismo sui media.
Il 31 maggio 2012, gli abitanti del Cilento hanno registrato gli effetti di una transitoria ripresa di attività del vulcano Palinuro, con scosse oltre i 3 gradi della scala Richter. La paura dei residenti è stata molta anche se non si sono verificati danni importanti a persone ed edifici.
Le città più vicine al vulcano Palinuro sono Cosenza, Salerno e Lamezia Terme. La distruzione di Paestum -secondo alcuni storici- fu dovuta ad una sua eruzione che scatenò un gigantesco maremoto.

## Esercitazione internazionale
Dal 24 al 26 ottobre 2013 è stata effettuata un'esercitazione internazionale sul rischio maremoto causato dalla possibile futura esplosione del vulcano sottomarino Palinuro. Questo progetto è stato organizzato dal Dipartimento della Protezione Civile in accordo con la Regione Campania, in collaborazione con Prefettura, Provincia e Comune di Salerno, nell'ambito del progetto Twist (Tidal Wave in Southern Tyrrhenian Sea).
L'esercitazione ha coinvolto le popolazioni di Salerno e di altri comuni limitrofi, con l'obiettivo di sensibilizzare i cittadini e renderli coscienti del possibile pericolo. Nel corso delle giornate esercitative si sono svolte azioni di soccorso sia in mare che sulla terra ferma, con la simulazione di attività di recupero di dispersi, allontanamento della popolazione, valutazione dei rischi. All'evento hanno partecipato anche le strutture di protezione civile di altri paesi del Mar Mediterraneo, come Croazia, Spagna, Francia, Grecia, Malta, Portogallo. Le attività avvenute sul campo, hanno impegnato anche un team di esperti del Meccanismo europeo di protezione civile nazionali ed internazionali.
Scopo dell'esercitazione è stato quello di verificare e analizzare la velocità di risposta del sistema italiano di Protezione Civile, sia centrale che periferico; testare le procedure del Meccanismo Europeo di Protezione Civile, verificare soprattutto le procedure per l'accoglienza e l'impiego delle squadre operative e valutare l'interoperabilità e l'integrazione dei moduli operativi europei con quelli italiani, testare l'efficacia e il grado di collaborazione che esiste tra essi.
Nell'arco delle tre giornate si sono svolte attività di simulazione degli interventi di soccorso e assistenza alla popolazione, simulazione dell'arrivo all'aeroporto di Fiumicino dei team internazionale provenienti dai sei Paesi, secondo le procedure disposte dal modello Host Nation Support ed è stata messa alla prova la capacità d'intervento delle squadre europee, specializzate in attività di ricerca e soccorso subacqueo e speleo-alpino-fluviale, che lavorano a fianco delle squadre italiane di Vigili del Fuoco, Marina Militare e Guardia Costiera, con il supporto delle Forze di Polizia, in scenari in mare e sulla terraferma.
Vi sono state infine prove dedicate a testare le procedure per l'identificazione delle vittime e per la tutela dei beni culturali in caso di emergenza. Nella stesse giornate, nei Comuni di Centola e Camerota, anche i risultati del Progetto pilota sono stati testati, un'attività sperimentale di supporto alla pianificazione comunale. Con l'obiettivo di favorire lo sviluppo di strategie di prevenzione del rischio maremoto e la diffusione della cultura di protezione civile, Per tutto il mese di ottobre inoltre con la campagna informativa ‘Io Non Rischio’ maremoto - sono state realizzate nelle piazze di Salerno e dei comuni costieri attività di comunicazione rivolte alla popolazione con l'obiettivo di migliorare la conoscenza del rischio maremoto e dei comportamenti da adottare per ridurne gli effetti.